# Кубок Кремля по пулу
Кубок Кремля по турнир по пулу — ежегодный турнир, который проводится с 2005 года. Первые соревнования проводились в Государственном Кремлевском дворце. В 2011 году турнир переехал в спорткомплекс Олимпийский в Москве, с 2019 года — проводился в спорткомплексе Лужники (малая спортивная арена), а с 2023 года — во Дворце бильярдного спорта в Москве.
Кубок Кремля является открытым международным турниром, и участие в нём может принять каждый желающий вне зависимости от спортивных регалий. Большинство участников — профессиональные спортсмены. За время существования этого турнира дважды стать победителем удалось только российскому спортсмену Руслану Чинахову, в 2014 и в 2015 годах. Турнир проходит параллельно с одноимённым турниром по русскому бильярду. В турнире 2011 года участники соревновались по игре в «Девятку», но с 2012 году соревновательной дисциплиной стала «Десятка». Судейская коллегия турнира состоит из судей различных категорий разных городов. В настоящее время членами судейской коллегии Московского союза бильярдного спорта являются:
- Сергей Маратович Карапетов
- Сергей Александрович Агеенко
- Ольга Евгеньевна Левина
- Максим Романович Марьин
- Антон Михайлович Плиско
- Дмитрий Аркадьевич Тарнопольский

## Победители
| Год      | Победитель        | Счет | Финалист             | Полуфиналисты       | Дисциплина |
| -------- | ----------------- | ---- | -------------------- | ------------------- | ---------- |
| 2011     | Ник Малай         | 11-8 | Мика Иммонен         | Александр Казакис   | Девятка    |
| 2011     | Ник Малай         | 11-8 | Мика Иммонен         | Руслан Чинахов      | Девятка    |
| 2012     | Матеуш Шнигоцкий  | 8-6  | Денис Грабе          | Никос Экономопулос  | Десятка    |
| 2012     | Матеуш Шнигоцкий  | 8-6  | Денис Грабе          | Александр Казакис   | Десятка    |
| 2013     | Торстен Хоманн    | 9-7  | Константин Степанов  | Денис Грабе         | Десятка    |
| 2013     | Торстен Хоманн    | 9-7  | Константин Степанов  | Ник Малай           | Десятка    |
| 2014     | Руслан Чинахов    | 8-7  | Евгений Сталев       | Федор Горст         | Десятка    |
| 2014     | Руслан Чинахов    | 8-7  | Евгений Сталев       | Нильс Фейен         | Десятка    |
| 2015     | Руслан Чинахов    | 9-8  | Мика Иммонен         | Саньин Пехливанович | Десятка    |
| 2015     | Руслан Чинахов    | 9-8  | Мика Иммонен         | Торстен Хоманн      | Десятка    |
| 2016     | Александр Казакис | 9-6  | Торстен Хоманн       | Дмитрий Чупров      | Десятка    |
| 2016     | Александр Казакис | 9-6  | Торстен Хоманн       | Ральф Суке          | Десятка    |
| 2017     | Дэвид Алькайд     | 9-6  | Александр Казакис    | Ник ван ден Берг    | Десятка    |
| 2017     | Дэвид Алькайд     | 9-6  | Александр Казакис    | Эклент Качи         | Десятка    |
| 2018     | Нильс Фейен       | 8-7  | Александр Казакис    | Альбин Оушан        | Десятка    |
| 2018     | Нильс Фейен       | 8-7  | Александр Казакис    | Федор Горст         | Десятка    |
| 2019     | Тайлер Стайер     | 8-7  | Дэвид Алькайд        | Шейн Ван Боунинг    | Десятка    |
| 2019     | Тайлер Стайер     | 8-7  | Дэвид Алькайд        | Алекса Пецель       | Десятка    |
| 2021 год | Бабкен Мелконян   | 9-7  | Константин Золотилов | Димитрис Лукатос    | Десятка    |
| 2021 год | Бабкен Мелконян   | 9-7  | Константин Золотилов | Константин Степанов | Десятка    |

## Лучшие игроки
| Имя               | Национальность | Победитель | Второе место | Полуфинал или финал |
| ----------------- | -------------- | ---------- | ------------ | ------------------- |
| Руслан Чинахов    | Россия         | 2          | 0            | 3                   |
| Александр Казакис | Греция         | 1          | 2            | 5                   |
| Торстен Хоманн    | Германия       | 1          | 1            | 3                   |
| Ник Малай         | Албания        | 1          | 0            | 2                   |
| Нильс Фейен       | Нидерланды     | 1          | 0            | 2                   |